# Daily Nation
Pour les articles homonymes, voir Nation (homonymie).
Le Daily Nation est un journal indépendant kényan de langue anglaise fondé en 1960 par le Nation Media Group (NMG), sur la base de Taifa (qui signifie « Nation »), quotidien en kiswahili créé en 1958 par l'Européen Charles Hayes et ensuite publié par NMG sous le titre Taifa Leo,,,.
Son siège social se situe à Nairobi, capitale du Kenya. Il s'agit du journal le plus vendu au Kenya, avec environ 250 000 exemplaires par jour en 2013,,.